# Brachyscelus crusculum
Brachyscelus crusculum är en kräftdjursart som beskrevs av Charles Spence Bate 1861. Brachyscelus crusculum ingår i släktet Brachyscelus och familjen Lycaeidae. Inga underarter finns listade i Catalogue of Life.